# Careful
«Careful» —en español: «Cuidadoso»— es el cuarto sencillo que se desprende del tercer álbum de estudio de Paramore, Brand New Eyes, trabajo publicado oficialmente el 29 de septiembre de 2009 a través de Fueled by Ramen. Salió como tal el 7 de junio de 2010, disponible en el canal de YouTube y en la página oficial de la banda. Aún sin ser lanzado como sencillo, «Careful» debutó en la posición setenta y ocho del Hot 100 de Billboard en octubre de 2009.

## Antecedentes
La canción fue lanzada el 7 de junio de 2010 como cuarto sencillo de Brand New Eyes.

## Composición
En 2011 a causa de su polémica salida de la banda junto a su hermano, Josh Farro, quién compuso la canción junto a Hayley Williams, dijo que no estaba de acuerdo con ciertas partes de la canción que «contradecían la fe», específicamente en el verso «The truth never set me free / So I did it myself», aclarando: «Paramore afirmó ser una banda cristiana, y luego escribió estás letras. Esto contradice su fe». Farro también agregó: «Hayley siempre dijo que iba a ser "Tu verdad nunca me hizo libre" [...] Pero, ¿por qué luego lo cambió? ¿es una especie de disculpa?».

## Vídeo musical
El vídeo musical de «Careful» fue dirigido por Brandon Chesbro y publicado el 7 de junio de 2010. El vídeo inicia con el público de un concierto de Paramore gritando el nombre de la banda. Al empezar a sonar la canción, se puede ver como los integrantes de la banda grabaron la canción y como fueron fotografiados en distintos lugares para hacer promoción a su álbum Brand New Eyes. En otras escenas, se muestran distintos conciertos de Paramore en los que están interpretando la canción, por lo que el vídeo se considera muy similar al de los sencillos «All We Know» y «Hallelujah», lanzados por la banda en 2006 y 2007 respectivamente.

## Recepción

### Comentarios de la crítica
Fraser McAlphine de BBC se refirió a la canción diciendo «las letras emo están de vuelta».

## Posicionamiento en listas
| Australia      | Australian Singles Chart | 89  |
| Brasil         | Brasil Hot 100           | 36  |
| Chile          | Chile Top 100            | 28  |
| Estados Unidos | Alternative Songs        | 37  |
| Estados Unidos | Billboard Hot 100        | 78  |
| Reino Unido    | UK Singles Chart         | 124 |
| Reino Unido    | UK Rock Chart            | 3   |

## Personal
- Hayley Williams: voz.
- Josh Farro: guitarra.
- Zac Farro: batería.
- Jeremy Davis: bajo.
- Taylor York: guitarra rítmica.